# Polinoame Hermite
În matematică, polinoamele lui Hermite reprezintă o importantă serie de funcții din clasa polinoamelor ortogonale care au fost introduse pentru prima oară în matematică în secolul al XIX-lea în cadrul studiului probabilităților, ele sunt exemple clasice de polinoame Appell așa cum sunt seriile de polinoame ale lui Bernoulli și Euler. Expresia explicită a termenilor seriei polinoamelor lui Hermite se deduce pe cale analitică prin rezolvarea ecuației diferențiale al lui Hermite. Aplicțiile directe ale polinoamelor lui Hermite se întâlnesc în domenii precum teoria probabilităților, teoria perturbaților, statistică matematică, fizică. Una din cele mai importante domenii în care utilizarea lor a condus cu succes la rezolvarea unei probleme fundamentale este mecanica cuantică unde utilizarea lor a permis găsirea funcțiilor de stare ale oscilatorului armonic cuantic și implicit a relației de cuantificare a energiei oscilatorului. Au fost denumite în onoarea matematicianului francez Charles Hermite.

## Definiție
Termenul general al polinoamelor lui Hermite este definit prin una din expresiile: 
| {\displaystyle H_{n}(x)=(-1)^{n}e^{x^{2}/2}{\frac {d^{n}}{dx^{n}}}e^{-x^{2}/2}\,\!}, polinoamele „probabilistice” ale lui Hermite |

sau uneori prin relația
| {\displaystyle H_{n}(x)=(-1)^{n}e^{x^{2}}{\frac {d^{n}}{dx^{n}}}e^{-x^{2}}\,\!}, polinoamele „fizice” ale lui Hermite |

Aceste două definiții nu sunt riguros echivalente, trecerea de la o formă la alta se face printr-o transformare simplă dată de formula:
| {\displaystyle H_{n}^{\mathrm {fiz} }(x)=2^{n/2}H_{n}^{\mathrm {prob} }({\sqrt {2}}\,x).\,\!} |

Acestea sunt șirurile de polinoame Hermite de diferite varianțe. În cele ce urmează, se va urma de regulă prima convenție. Acea convenție este adesea preferată în teoria probabilităților deoarece
{\displaystyle {\frac {1}{\sqrt {2\pi }}}e^{-x^{2}/2}}
reprezintă densitatea de probabilitate pentru distribuția normală cu valoarea așteptată 0 și deviația standard 1.

Primele cinci polinoame Hermite (conform definiţiei din teoria probabilităţilor).

Primele unsprezece polinoame Hermite din teoria probabilităților sunt:
{\displaystyle H_{0}(x)=1\,}
{\displaystyle H_{1}(x)=x\,}
{\displaystyle H_{2}(x)=x^{2}-1\,}
{\displaystyle H_{3}(x)=x^{3}-3x\,}
{\displaystyle H_{4}(x)=x^{4}-6x^{2}+3\,}
{\displaystyle H_{5}(x)=x^{5}-10x^{3}+15x\,}
{\displaystyle H_{6}(x)=x^{6}-15x^{4}+45x^{2}-15\,}
{\displaystyle H_{7}(x)=x^{7}-21x^{5}+105x^{3}-105x\,}
{\displaystyle H_{8}(x)=x^{8}-28x^{6}+210x^{4}-420x^{2}+105\,}
{\displaystyle H_{9}(x)=x^{9}-36x^{7}+378x^{5}-1260x^{3}+945x\,}
{\displaystyle H_{10}(x)=x^{10}-45x^{8}+630x^{6}-3150x^{4}+4725x^{2}-945\,}

Primele cinci polinoame Hermite din fizică.

iar primele unsprezece polinoame Hermite din fizică sunt:
{\displaystyle H_{0}(x)=1\,}
{\displaystyle H_{1}(x)=2x\,}
{\displaystyle H_{2}(x)=4x^{2}-2\,}
{\displaystyle H_{3}(x)=8x^{3}-12x\,}
{\displaystyle H_{4}(x)=16x^{4}-48x^{2}+12\,}
{\displaystyle H_{5}(x)=32x^{5}-160x^{3}+120x\,}
{\displaystyle H_{6}(x)=64x^{6}-480x^{4}+720x^{2}-120\,}
{\displaystyle H_{7}(x)=128x^{7}-1344x^{5}+3360x^{3}-1680x\,}
{\displaystyle H_{8}(x)=256x^{8}-3584x^{6}+13440x^{4}-13440x^{2}+1680\,}
{\displaystyle H_{9}(x)=512x^{9}-9216x^{7}+48384x^{5}-80640x^{3}+30240x\,}
{\displaystyle H_{10}(x)=1024x^{10}-23040x^{8}+161280x^{6}-403200x^{4}+302400x^{2}-30240\,}

## Proprietăți
Hn este un polinom de grad n. Versiunea din teoria probabilităților are coeficientul dominant 1, iar versiunea din fizică are coeficientul dominant 2n.

### Ortogonalitate
Hn(x) este un polinom de gradul n pentru n = 0, 1, 2, 3, .... Aceste polinoame sunt ortogonale în raport cu funcția pondere (măsură)
{\displaystyle w(x)=\mathrm {e} ^{-x^{2}/2}\,\!}   (probabilistică)
sau
{\displaystyle w(x)=\mathrm {e} ^{-x^{2}}\,\!}   (fizică)
adică avem:
{\displaystyle \int _{-\infty }^{\infty }H_{m}(x)H_{n}(x)\,w(x)\,\mathrm {d} x=0}
când m ≠ n. Mai mult,
{\displaystyle \int _{-\infty }^{\infty }H_{n}(x)H_{n}(x)\,\mathrm {e} ^{-x^{2}/2}\,\mathrm {d} x=n!\,{\sqrt {2\pi }}}   (probabilistică)
sau
{\displaystyle \int _{-\infty }^{\infty }H_{n}(x)H_{n}(x)\,\mathrm {e} ^{-x^{2}}\,\mathrm {d} x=n!\,2^{n}{\sqrt {\pi }}}   (fizică).
Polinoamele din teoria probabilităților sunt astfel ortogonale în raport cu funcția densitate de probabilitate normală standard.

### Completitudine
Polinoamele Hermite (atât cele din teoria probabilităților, cât și cele din fizică) formează o bază ortogonală în spațiul Hilbert al funcțiilor care satisfac condiția
{\displaystyle \int _{-\infty }^{\infty }\left|f(x)\right|^{2}\,w(x)\,\mathrm {d} x<\infty ,}
în care produsul scalar este dat de integrala ce include funcția pondere gaussiană w(x) definită în secțiunea anterioară,
{\displaystyle \langle f,g\rangle =\int _{-\infty }^{\infty }f(x){\overline {g(x)}}\,w(x)\,\mathrm {d} x.}
O bază ortogonală pentru L2(R, w(x) dx) reprezintă un sistem ortogonal complet. Pentru un sistem ortogonal, completitudinea este echivalentă cu faptul că funcția 0 este singura funcție ƒ ∈ L2(R, w(x) dx) ortogonală pe toate celelalte funcții din sistem. Întrucât domeniul de liniaritate al polinoamelor Hermite este spațiul tuturor polinoamelor, trebuie arătat (în cazul polinoamelor din fizică) că dacă ƒ satisface condiția
{\displaystyle \int _{-\infty }^{\infty }f(x)x^{n}\mathrm {e} ^{-x^{2}}\,\mathrm {d} x=0}
pentru orice n ≥ 0, atunci ƒ = 0. O cale posibilă de a face aceasta este de a avea grijă ca funcția olomorfă
{\displaystyle F(z)=\int _{-\infty }^{\infty }f(x)\,\mathrm {e} ^{zx-x^{2}}\,\mathrm {d} x=\sum _{n=0}^{\infty }{\frac {z^{n}}{n!}}\int f(x)x^{n}\mathrm {e} ^{-x^{2}}\,\mathrm {d} x=0}
este identic nulă. Faptul că F(it) = 0 pentru orice t real înseamnă că transformata Fourier a lui ƒ(x) exp(−x2) este 0, deci ƒ este 0 în aproape toate punctele. Variante ale demonstrației de completitudine de mai sus se aplică și altor ponderi cu degradare exponențială. În cazul Hermite, este posibil și să se demonstreze o identitate explicită care implică ea însăși completitudinea (vezi secțiunea „Relații de completitudine” de mai jos).
O formulare echivalentă a faptului că polinoamele Hermite reprezintă o bază ortogonală pentru L2(R, w(x) dx) constă în introducerea funcțiilor Hermite, afirmând totodată că funcțiile Hermite reprezintă o bază ortogonală pentru L2(R).

### Ecuația diferențială al lui Hermite
Polinoamele Hermite folosite în teoria probabilităților sunt soluții ale ecuației diferențiale
{\displaystyle (e^{-x^{2}/2}u')'+\lambda e^{-x^{2}/2}u=0}
unde λ este o constantă, cu condițiile la limită astfel încât u să tindă polinomial la infinit. Cu aceste condiții la limită, ecuația are soluții doar dacă λ este un număr întreg pozitiv, și soluția este dată de u(x) = Hλ(x). Rescriind ecuației diferențiale sub formă de problemă de valori proprii
{\displaystyle L[u]=u''-xu'=-\lambda u}
soluțiile sunt funcțiile proprii ale operatorului diferențial L. Această problemă de valori proprii se numește ecuație Hermite, deși termenul poate fi utilizat și pentru o altă ecuație de formă apropiată:
{\displaystyle u''-2xu'=-2\lambda u}
ale cărei soluții sunt polinoamele Hermite din fizică.
Cu niște condiții limită mai generale, polinoamele Hermite pot fi generalizate pentru a obține funcții analitice mai generale Hλ(z) pentru λ un index complex. O formulă explicită poate fi dată în termeni de integrală pe contur.

### Relații de recurență
Șirul polinoamelor Hermite satisface și relația de recurență
{\displaystyle H_{n+1}(x)=xH_{n}(x)-H_{n}'(x).\,\!}    (probabilități)
{\displaystyle H_{n+1}(x)=2xH_{n}(x)-H_{n}'(x).\,\!}    (fizică)
Polinoamele Hermite constituie un șir Appell, deoarece satisface relația
{\displaystyle H_{n}'(x)=nH_{n-1}(x),\,\!}    (probabilități)
{\displaystyle H_{n}'(x)=2nH_{n-1}(x),\,\!}    (fizică)
sau echivalent,
{\displaystyle H_{n}(x+y)=\sum _{k=0}^{n}{n \choose k}x^{k}H_{n-k}(y)}    (probabilități)
{\displaystyle H_{n}(x+y)=\sum _{k=0}^{n}{n \choose k}H_{k}(x)(2y)^{(n-k)}}    (fizică)
Rezultă că polinoamele Hermite satisfac și relația de recurență
{\displaystyle H_{n+1}(x)=xH_{n}(x)-nH_{n-1}(x),\,\!}    (probabilități)
{\displaystyle H_{n+1}(x)=2xH_{n}(x)-2nH_{n-1}(x).\,\!}    (fizică)
Aceste ultime relații, împreună cu polinoamele inițiale H0(x) și H1(x), pot fi utilizate în practică pentru calculul rapid al polinoamelor.

### Funcția generatoare
Polinoamele Hermite sunt date de funcția generatoare exponențială
{\displaystyle \exp(xt-t^{2}/2)=\sum _{n=0}^{\infty }H_{n}(x){\frac {t^{n}}{n!}}\,\!}   (probabilități)
{\displaystyle \exp(2xt-t^{2})=\sum _{n=0}^{\infty }H_{n}(x){\frac {t^{n}}{n!}}\,\!}   (fizică).
Această egalitate este valabilă pentru orice x, t complex, și se poate obține scriind dezvoltarea în serie Taylor în punctul x al funcției z → exp(−z2) (în cazul polinoamelor din fizică).

### Expected value
Dacă X este o variabilă aleatoare cu distribuție normală cu deviație standard 1 și valoarea așteptată μ atunci
{\displaystyle E(H_{n}(X))=\mu ^{n}.\,\!}    (probabilități)

## Relații cu alte funcții

### Polinoamele Laguerre
Polinoamele Hermite pot fi exprimate sub formă de caz particular al polinoamelor Laguerre.
{\displaystyle H_{2n}(x)=(-4)^{n}\,n!\,L_{n}^{(-1/2)}(x^{2})=4^{n}\,n!\sum _{i=0}^{n}(-1)^{n-i}{n-{\frac {1}{2}} \choose n-i}{\frac {x^{2i}}{i!}}\,\!}    (fizică)
{\displaystyle H_{2n+1}(x)=2(-4)^{n}\,n!\,x\,L_{n}^{(1/2)}(x^{2})=2\cdot 4^{n}\,n!\sum _{i=0}^{n}(-1)^{n-i}{n+{\frac {1}{2}} \choose n-i}{\frac {x^{2i+1}}{i!}}\,\!}    (fizică)

### Relația cu funcția hipergeometrică confluentă
Polinoamele Hermite pot fi exprimate drept caz particular al funcțiilor cilindrului parabolic.
{\displaystyle H_{n}(x)=2^{n}\,U\left({\frac {1-n}{2}},{\frac {3}{2}};x^{2}\right)}    (fizică)
unde {\displaystyle U(a,b;z)} este funcția hipergeometrică confluentă a lui Whittaker. Analog,
{\displaystyle H_{2n}(x)=(-1)^{n}\,{\frac {(2n)!}{n!}}\,_{1}F_{1}\left(-n,{\frac {1}{2}};x^{2}\right)}    (fizică)
{\displaystyle H_{2n+1}(x)=(-1)^{n}\,{\frac {(2n+1)!}{n!}}\,2x\,_{1}F_{1}\left(-n,{\frac {3}{2}};x^{2}\right)}    (fizică)
unde {\displaystyle \,_{1}F_{1}(a,b;z)=M(a,b;z)} este funcția hipergeometrică confluentă a lui Kummer.

## Reprezentare operatorială
Polinoamele Hermite din teoria probabilităților satisfac egalitatea
{\displaystyle H_{n}(x)=e^{-D^{2}/2}x^{n}\,\!}
unde D reprezintă derivarea în raport cu x, iar exponențiala este interpretată prin dezvoltarea în serie de puteri. Nu există chestiuni delicate de convergență a acestei serii când operează pe polinoame, fiindcă toți termenii în afara unui număr finit dispar.
Deoarece coeficienții seriei de puteri ai exponențialei sunt cunoscuți, iar derivatele de ordin superior al monomului xn pot fi explicitate, acestă reprezentare cu operator diferențial dă naștere unei formule concrete a coeficienților lui Hn, coeficienți ce pot fi utilizați pentru calculul rapid al acestor polinoame.
Întrucât expresia formală pentru transformata Weierstrass W este eD2, se vede că transformata Weierstrass a lui (√2)nHn(x/√2) este xn.
În esență, transformata Weierstrass transformă o serie de polinoame Hermite într-o serie Maclaurin corespunzătoare.
Existența unei serii de puteri formale g(D), cu coeficienți constanți și nenuli, cum ar fi Hn(x) = g(D)xn, este și ea echivalentă cu afirmația că aceste polinoame formează un șir Appell. Deoarece sunt șir Appell, ele constituie a fortiori și un șir Sheffer.

## Reprezentare integrală
Polinoamele Hermite au și o reprezentare în termeni de integrală pe contur:
{\displaystyle H_{n}(x)={\frac {n!}{2\pi i}}\oint {\frac {e^{tx-t^{2}/2}}{t^{n+1}}}\,dt}   (probabilități)
{\displaystyle H_{n}(x)={\frac {n!}{2\pi i}}\oint {\frac {e^{2tx-t^{2}}}{t^{n+1}}}\,dt}   (fizică)
conturul de integrare încercuind originea.

## Generalizare
Polinoamele Hermite din teoria probabilităților, definite mai sus, sunt ortogonale în raport cu distribuția normală standard de probabilitate, a cărei funcție de densitate este
{\displaystyle {\frac {1}{\sqrt {2\pi }}}e^{-x^{2}/2}\,\!}
cu valoarea așteptată 0 și varianța 1. Se poate vorbi de polinoame Hermite
{\displaystyle H_{n}^{[\alpha ]}(x)\,\!}
de varianță α, unde α este orice număr pozitiv. Acestea sunt ortogonale în raport cu distribuția normală de probabilitate cu funcția de densitate
{\displaystyle (2\pi \alpha )^{-1/2}e^{-x^{2}/(2\alpha )}.\,\!}
Ele sunt date de
{\displaystyle H_{n}^{[\alpha ]}(x)=\alpha ^{-n/2}H_{n}^{[1]}\left({\frac {x}{\sqrt {\alpha }}}\right)=e^{-\alpha D^{2}/2}x^{n}.\,\!}
În particular, polinoamele Hermite din fizică sunt
{\displaystyle H_{n}^{[1/2]}(x).\,\!}
Dacă
{\displaystyle H_{n}^{[\alpha ]}(x)=\sum _{k=0}^{n}h_{n,k}^{[\alpha ]}x^{k}\,\!}
atunci șirul de polinoame al cărui al n-lea termen este
{\displaystyle \left(H_{n}^{[\alpha ]}\circ H^{[\beta ]}\right)(x)=\sum _{k=0}^{n}h_{n,k}^{[\alpha ]}\,H_{k}^{[\beta ]}(x)\,\!}
va fi compunerea umbrală a celor două șiruri polinomiale, și se poate arăta că satisface egalitățile:
{\displaystyle \left(H_{n}^{[\alpha ]}\circ H^{[\beta ]}\right)(x)=H_{n}^{[\alpha +\beta ]}(x)\,\!}
și
{\displaystyle H_{n}^{[\alpha +\beta ]}(x+y)=\sum _{k=0}^{n}{n \choose k}H_{k}^{[\alpha ]}(x)H_{n-k}^{[\beta ]}(y).\,\!}

### Varianța negativă
Deoarece șirurile polinomiale formează un grup în raport cu operația de compunere umbrală, se poate nota că
{\displaystyle H_{n}^{[-\alpha ]}(x)\,\!}
șirul invers al celui notat similar dar fără semnul minus, și astfel se poate vorbi de polinoame Hermite de varianță negativă. Pentru α > 0, coeficienții lui Hn[−α](x) sunt doar modulele valorilor coeficienților corespunzători ai lui Hn[α](x).
Acestea apar ca momente de distribuție normală de probabilitate: Al n-lea moment al distribuției normale cu valoarea așteptată μ și varianța σ2 este
{\displaystyle E(X^{n})=H_{n}^{[-\sigma ^{2}]}(\mu )\,\!}
unde X este o variabilă aleatoare cu distribuția normală specificată.  A special case of the cross-sequence identity then says that
{\displaystyle \sum _{k=0}^{n}{n \choose k}H_{k}^{[\alpha ]}(x)H_{n-k}^{[-\alpha ]}(y)=H_{n}^{[0]}(x+y)=(x+y)^{n}.\,\!}

## Aplicații

### Funcții Hermite
One can define the Hermite functions from the physicists' polynomials:
{\displaystyle {\psi }_{n}(x)={\frac {1}{\sqrt {n!\,2^{n}{\sqrt {\pi }}}}}\,\mathrm {e} ^{-x^{2}/2}H_{n}(x).\,\!}
Since these functions contain the square root of the weight function, and have been scaled
appropriately, they are orthonormal:
{\displaystyle \int _{-\infty }^{\infty }\psi _{n}(x)\psi _{m}(x)\,\mathrm {d} x=\delta _{\mathit {nm}}\,\!}
and form an orthonormal basis of L2(R). This fact is equivalent to the corresponding statement for Hermite polynomials (see above).
The Hermite functions are closely related to the Whittaker function (Whittaker and Watson, 1962) {\displaystyle D_{n}(z)}:
{\displaystyle D_{n}(z)=(n!{\sqrt {\pi }})^{1/2}\psi _{n}(z/{\sqrt {2}})}
and thereby to other parabolic cylinder functions. The Hermite functions satisfy the differential equation:
{\displaystyle \psi _{n}''(x)+(2n+1-x^{2})\psi _{n}(x)=0.\,\!}
This equation is equivalent to the Schrödinger equation for a harmonic oscillator in quantum mechanics, so these functions are the eigenfunctions.

Hermite functions 0 (black), 1 (red), 2 (blue), 3 (yellow), 4 (green), and 5 (magenta).

Hermite functions 0 (black), 2 (blue), 4 (green), and 50 (magenta).

### Relații de recurență
Following recursion relations of Hermite polynomials, the Hermite functions obey
{\displaystyle \psi _{n}'(x)={\sqrt {\frac {n}{2}}}\psi _{n-1}(x)-{\sqrt {\frac {n+1}{2}}}\psi _{n+1}(x)}

### Funcțiile Hermite ca funcții proprii ale transformatei  Fourier
The Hermite functions {\displaystyle {\psi }_{n}(x)} are a set of eigenfunctions of the continuous Fourier transform. To see this, take the physicist's version of the generating function and multiply by exp(−x 2/2).  This gives
{\displaystyle \exp(-x^{2}/2+2xt-t^{2})=\sum _{n=0}^{\infty }\exp(-x^{2}/2)H_{n}(x){\frac {t^{n}}{n!}}.\,\!}
Choosing the unitary representation of the Fourier transform, the Fourier transform of the left hand side is given by
{\displaystyle {\begin{aligned}{\mathcal {F}}\{\exp(-x^{2}/2+2xt-t^{2})\}(k)&{}={\frac {1}{\sqrt {2\pi }}}\int _{-\infty }^{\infty }\exp(-ixk)\exp(-x^{2}/2+2xt-t^{2})\,\mathrm {d} x\\&{}=\exp(-k^{2}/2-2kit+t^{2})\\&{}=\sum _{n=0}^{\infty }\exp(-k^{2}/2)H_{n}(k){\frac {(-it)^{n}}{n!}}.\end{aligned}}}
The Fourier transform of the right hand side is given by
{\displaystyle {\mathcal {F}}\left\{\sum _{n=0}^{\infty }\exp(-x^{2}/2)H_{n}(x){\frac {t^{n}}{n!}}\right\}=\sum _{n=0}^{\infty }{\mathcal {F}}\left\{\exp(-x^{2}/2)H_{n}(x)\right\}{\frac {t^{n}}{n!}}.\,}
Equating like powers of t in the transformed versions of the left- and right-hand sides gives
{\displaystyle {\mathcal {F}}\left\{\exp(-x^{2}/2)H_{n}(x)\right\}=(-i)^{n}\exp(-k^{2}/2)H_{n}(k).\,\!}
The Hermite functions {\displaystyle \psi _{n}(x)} are therefore an orthonormal basis of L2(R) which diagonalizes the Fourier transform operator.  In this case, we chose the unitary version of the Fourier transform, so the eigenvalues are (−i) n.

### Interpretarea combinatorică a coeficienților
In the Hermite polynomial Hn(x) of variance 1, the absolute value of the coefficient of xk is the number of (unordered) partitions of an n-member set into k singletons and (n − k)/2 (unordered) pairs.

### Relații de completitudine
The following identity holds in the sense of distributions
{\displaystyle \sum _{n=0}^{\infty }\psi _{n}(x)\psi _{n}(y)=\delta (x-y),}
where δ is the Dirac delta function, (ψn) the Hermite functions, and δ(x − y) represents the Lebesgue measure on the line y = x in R2, normalized so that its projection on the horizontal axis is the usual Lebesgue measure.  This distributional identity follows by letting u → 1 in the next pointwise identity, valid when −1 < u < 1
{\displaystyle E(x,y;u):=\sum _{n=0}^{\infty }u^{n}\,\psi _{n}(x)\,\psi _{n}(y)={\frac {1}{\sqrt {\pi (1-u^{2})}}}\,\mathrm {exp} {\Bigl (}-{\frac {1-u}{1+u}}\,{\frac {(x+y)^{2}}{4}}\,-\,{\frac {1+u}{1-u}}\,{\frac {(x-y)^{2}}{4}}{\Bigr )}.}
The function (x, y) → E(x, y; u) is the density for a Gaussian measure on R2 which is, when u is close to 1, very concentrated around the line y = x, and very spread out on that line. It follows that
{\displaystyle {\bigl \langle }{\bigl (}\sum _{n=0}^{\infty }u^{n}\langle f,\psi _{n}\rangle \psi _{n}{\bigr )},g{\bigr \rangle }=\int \!\!\int E(x,y;u)f(x){\overline {g(y)}}\,\mathrm {d} x\,\mathrm {d} y\rightarrow \int f(x){\overline {g(x)}}\,\mathrm {d} x=\langle f,g\rangle ,}
when ƒ, g are continuous and compactly supported.  This yields that  ƒ can be expressed from the Hermite functions, as sum of a series of vectors in L2(R), namely
{\displaystyle f=\sum _{n=0}^{\infty }\langle f,\psi _{n}\rangle \psi _{n}.}
In order to prove the equality above for E(x, y; u), the Fourier transform of Gaussian functions will be used several times,
{\displaystyle \rho {\sqrt {\pi }}\,\mathrm {e} ^{-\rho ^{2}x^{2}/4}=\int \mathrm {e} ^{isx-s^{2}/\rho ^{2}}\,\mathrm {d} s,\quad \rho >0.}
The Hermite polynomial is then represented as
{\displaystyle H_{n}(x)=(-1)^{n}\mathrm {e} ^{x^{2}}{\frac {\mathrm {d} ^{n}}{\mathrm {d} x^{n}}}{\Bigl (}{\frac {1}{2{\sqrt {\pi }}}}\int \mathrm {e} ^{isx-s^{2}/4}\,\mathrm {d} s{\Bigr )}=(-1)^{n}\mathrm {e} ^{x^{2}}{\frac {1}{2{\sqrt {\pi }}}}\int (is)^{n}\,\mathrm {e} ^{isx-s^{2}/4}\,\mathrm {d} s.}
With this representation for Hn(x) and Hn(y), one sees that
{\displaystyle {\begin{aligned}E(x,y;u)&=\sum _{n=0}^{\infty }{\frac {u^{n}}{2^{n}n!{\sqrt {\pi }}}}\,H_{n}(x)H_{n}(y)\,\mathrm {e} ^{-(x^{2}+y^{2})/2}\\&={\frac {\mathrm {e} ^{(x^{2}+y^{2})/2}}{4\pi {\sqrt {\pi }}}}\int \!\!\int {\Bigl (}\sum _{n=0}^{\infty }{\frac {1}{2^{n}n!}}(-ust)^{n}{\Bigr )}\,\mathrm {e} ^{isx+ity-s^{2}/4-t^{2}/4}\,\mathrm {d} s\,\mathrm {d} t\\&={\frac {\mathrm {e} ^{(x^{2}+y^{2})/2}}{4\pi {\sqrt {\pi }}}}\int \!\!\int \mathrm {e} ^{-ust/2}\,\mathrm {e} ^{isx+ity-s^{2}/4-t^{2}/4}\,\mathrm {d} s\,\mathrm {d} t,\end{aligned}}}
and this implies the desired result, using again the Fourier transform of Gaussian kernels after performing the substitution
{\displaystyle s={\frac {\sigma +\tau }{\sqrt {2}}},\qquad \qquad t={\frac {\sigma -\tau }{\sqrt {2}}}.}